# Ralph Ellison
Pour les articles homonymes, voir Ellison.
Œuvres principales
- Homme invisible, pour qui chantes-tu ?

Ralph Waldo Ellison, né le 1er mars 1914 à Oklahoma City, dans l'Oklahoma, et mort le 16 avril 1994 à New York, est un intellectuel et écrivain afro-américain. Son œuvre majeure est le roman Invisible Man (Homme invisible, pour qui chantes-tu ?) qui a remporté le National Book Award en 1953.

## Biographie
Nommé par son père Lewis Alfred Ellison, en l'honneur de Ralph Waldo Emerson, illustre écrivain et poète du XIXe siècle, Ralph Waldo Ellison naît dans l’Oklahoma en 1914. Privé de son père à trois ans, il se passionne pour la musique après que sa mère lui ait offert un cornet à pistons d’occasion. Étonné par les capacités du jeune garçon, Ludwig Hebestreit, le fondateur de l’orchestre symphonique de l’Oklahoma accepte de lui donner des cours particuliers en échange de l’entretien de sa pelouse. Poursuivant le rêve de devenir musicien, Ellison exerce divers petits métiers afin de parvenir à payer ses études. Il est notamment liftier pendant deux ans. En 1933, le Tuskegee Institute, une des plus célèbres universités noires des États-Unis, lui octroie une bourse. Faute d’argent, il ne peut rallier l’État de l'Alabama qui abrite l'institut qu’en empruntant clandestinement plusieurs trains de marchandises. Son apprentissage, au cours duquel il suit les cours de trompette et de composition symphonique de William L. Dawson, est difficile et au bout de trois ans il rejoint New York. Il y fait la connaissance de l’écrivain afro-américain Richard Wright. La littérature ne figure pas encore au centre des préoccupations d’Ellison dont l’ambition de devenir musicien est toujours intacte même s’il expérimente également un temps la sculpture.
Mais Wright l’encourage, lui proposant d’écrire pour le magazine New Challenge dont il est le coéditeur. Ellison rédige une critique puis une nouvelle, intitulée « Comment Hymie s’est payé un flic », qui ne paraîtra jamais dans le magazine dont la publication est arrêtée.
Un événement bouleverse toutefois sa vie ; apprenant que sa mère est gravement malade, il se rend dans les environs de Cincinnati où elle a été transférée. Il la trouve mourante et incapable de le reconnaître ; son décès intervient dès le lendemain. Sa mort est un choc qui marque pour lui « la fin de l’enfance » et Ellison reste sept mois durant à Dayton Ohio, d’octobre 1937 à avril 1938, pour prendre soin de son frère Herbert. Ne parvenant pas à trouver d’emploi, il consacre une grande partie de son temps à récolter des fruits et à chasser dans la campagne environnante. L’un des notables les plus influents de la communauté afro-américaine de la ville, le médecin William O. Stockes qu’il rencontre dans un restaurant où il a pris l’habitude d’écrire, le remarque et lui propose d’utiliser son cabinet et sa machine à écrire. Il se tourne à cette époque définitivement vers la littérature, esquissant plusieurs nouvelles et un roman qu’il désigne sous le titre de Slick.
De retour à New York, il est recruté par le Federal Writers’ Project et mène des recherches sur l’histoire des Afro-Américains dans la ville. S’il n’adhère pas  au Parti communiste comme son ami Wright, il gravite dans son orbite et devient un collaborateur régulier de New Masses, un journal d’orientation marxiste, auquel il livre des articles d’opinion comme des nouvelles. Sa collaboration avec le journal se renforce après 1940, à une période où le soutien dont New Masses témoigne au pacte germano-soviétique et à l’occupation de la Pologne éloigne une grande partie des intellectuels de ses colonnes. Délaissant son roman Slick, il écrit des nouvelles dont il trouve l’inspiration dans les épisodes de sa jeunesse à Oklahoma City : l'une d'entre elles, intitulée « Afternoon », est retenue pour l’anthologie American Writing (1940).
De 1947 à 1951, il publie quelques critiques mais consacre la plus grande partie de son temps à la rédaction d’Invisible Man (Homme invisible, pour qui chantes-tu ?), publié en 1952 chez Random House, notamment lorsqu'il rend visite à ses grands amis Shirley Jackson et Stanley Edgar Hyman à North Bennington,. Ce roman d’apprentissage met en scène un jeune Afro-Américain anonyme, issu du Sud des États-Unis dans les années 1940. Au cours d’un parcours qui le mène d’une université noire du Sud à New York, il prend progressivement conscience de son invisibilité sociale dans la société américaine. Œuvre majeure d’Ellison et seul roman achevé de l’écrivain, il remporte le National Book Award en 1953.
En 1964, Shadow and act regroupe une série d’articles, de critiques et d’interviews disséminés sur une période de 22 ans. Il reflète les domaines d’intervention principaux d’Ellison : la littérature mais aussi la musique, en particulier le jazz et le blues. Un second volume d'articles, Going to the Territory, est publié en 1986.

## Œuvre

### Romans
- Homme invisible, pour qui chantes-tu ? (Invisible Man). New York : Random House, 1952. Paris : Grasset, 1969 (traduction de Robert et Magali Merle), réédition in collection « Les Cahiers rouges », Paris : Grasset, 1984,  (ISBN 2-246-32322-3)
- (en) Juneteenth : a novel. New York : Random House, 1999,  (ISBN 0-394-46457-5) Roman inachevé, édité par John F. Callahan

### Recueil de nouvelles
- De retour au pays et autres nouvelles (Flying Home and other stories). Paris : Grasset, 1998,  (ISBN 2-246-54971-X)

### Essais
- (en) Shadow and Act. New York : Random House, 1964
- (en) Going to the Territory. New York : Random House, 1986  (ISBN 978-0-394-54050-4)
- (en) The Collected Essays of Ralph Ellison. Préface de Saul Bellow. New York : Modern Library, 1995  (ISBN 978-0-679-60176-0)
- (en) Living with music : Ralph Ellison's Jazz. New York : the Modern Library, 2002,  (ISBN 0-375-76023-7)